# Dołholiska
Dołholiska – wieś w Polsce położona w województwie lubelskim, w powiecie bialskim, w gminie Wisznice.
W latach 1975–1998 miejscowość administracyjnie należała do województwa bialskopodlaskiego. 
Wieś jest sołectwem w gminie Wisznice. Według Narodowego Spisu Powszechnego z roku 2011 wieś liczyła 59 mieszkańców i była najmniejszą miejscowością gminy.
Wierni Kościoła rzymskokatolickiego należą do parafii św. Mikołaja w Rozwadówce.